# Robert Aderholt
Robert Brown Aderholt (nascido em Haleyville, em 22 de julho de 1965) é um político americano, membro do Partido Republicano. É membro da Câmara dos Representantes dos Estados Unidos desde 1997, representando o 4º Distrito Congressional do estado do Alabama, que inclui os subúrbios mais ao norte da cidade de Birmingham, bem como os subúrbios mais ao sul de Huntsville e Decatur.

## Biografia
Aderholt nasceu e atualmente mora em Haleyville, é filho de Mary Frances Brown e Ray Bobby Aderholt.. Aderholt frequentou a Universidade do Alabama, onde se formou. Durante a faculdade, Aderholt era um membro da Ordem Kappa Alpha. Em 1992, foi nomeado juiz municipal de Haleyville, e em 1995 atuou como assessor do governador Fob James. Em 1996 venceu a primária republicana sucedendo ao representante Tom Bevill, que se aposentou do Congresso em 1996.   